# Demolition (Wrestling)
Demolition war ein Wrestling Tag Team, welches ab 1987 vornehmlich in der World Wrestling Federation (WWF) aktiv war. Das Team durfte während dieser Zeit drei Mal den WWF World Tag Team Titel halten und erreichte bis heute unter Fans Kultstatus.

## WWF Zeit
1983 betraten die Mitglieder des neuen Tag Teams The Road Warriors die Bühne des Wrestling und fanden durch ihren brutalen Wrestlingstil sowie revolutionäre Outfits bei den Fans immensen Anklang. Um nun diesem in der National Wrestling Alliance auftretenden Team etwas entgegenzusetzen, kreierte man in der World Wrestling Federation das Team Demolition. Das Outfit, sowie die Gesichtsbemalungen der Mitglieder wurde dabei hauptsächlich Gene Simmons von der Rockband KISS nachempfunden. Als Erstbesetzung traten William Eadie, welcher auch Ideengeber zum Team war, als Ax und Randy Colley als Smash auf. Dieser erste Auftritt fand am 17. Januar 1987 gegen zwei Jobber statt. Zusätzlich wurde dem Team Johnny Valiant als Manager zur Seite gestellt. Demolition trat dabei als Heels an. Randy Colley musste das Team jedoch schon bald wieder verlassen, da er zuvor in einem anderen Team als Moondog Rex aufgetreten war und die Zuschauer ihn trotz Rasur und Gesichtsbemalung wiedererkannten. Folglich wurde mit Barry Darsow ein beim WWF-Publikum noch weitestgehend unbekannter Wrestler als Smash verpflichtet.

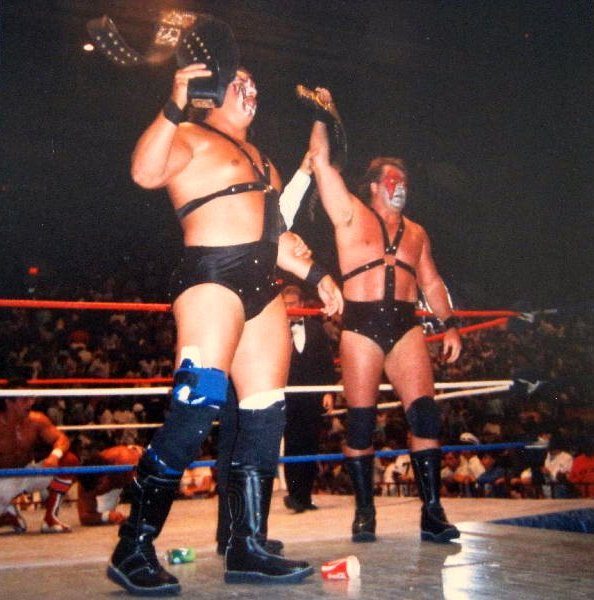
Demolition Smash (links) und Ax als WWF Tag Team Champions

Bei der Survivor Series 1987 wurden sie zum ersten Mal bei einer im Fernsehen übertragenen Großveranstaltung präsentiert. Zwischenzeitlich wurde Mr. Fuji zum neuen Manager des Teams erkoren. In der Folgezeit ließ man Demolition die damals sehr florierende Tag-Team-Szene dominieren, bis sie 1988 bei Wrestlemania IV gegen Strike Force ihren ersten WWF World Tag Team Titel erhalten durften. Nach Titelverteidigungen gegen The British Bulldogs und The Hart Foundation wurde im Sommer mit den Powers of Pain von der WWF ein Team verpflichtet, welches ebenfalls eine Nachahmung des Road Warrior Stils darstellte. Eigentlich war geplant, die Powers of Pain als Faces gegen Demolition den Titel gewinnen zu lassen, doch Demolition war mittlerweile bei den Fans so beliebt, dass die WWF gezwungen war, deren Gesinnung zu wechseln.
Bei der Survivor Series 1988 ließ man Mr. Fuji sich also auf die Seite der Powers of Pain stellen, womit man gleich einen doppelten Gesinnungswechsel vollzog. Der Titel jedoch blieb bei Demolition. Nach mehreren weiteren Fehdenprogrammen, mussten sie am 18. Juli 1989 schließlich die Tag Team Titel an The Brain Busters, bestehen aus Arn Anderson und Tully Blanchard wieder abgeben. Damit ging die, mit 478 Tagen, bis heute längste Titelregentschaft für diesen Titel zu Ende. Am 4. November des Jahres durften sie die Titel gegen die Brain Busters bereits wieder zurückgewinnen. Es folgte ein Fehdenprogramm gegen die Gruppierung Heenan Family, in welcher sich das Team Colossal Connection, bestehend aus André the Giant und Haku, befand. Dieses sollte am 30. Dezember 1989 Demolition die Tag Team Titel abnehmen, bevor sie bei Wrestlemania VI erneut aufeinandertrafen und Demolition zum dritten Mal Champions werden durften.

### Crush kommt hinzu
Eadie litt an gesundheitlichen Problemen. Um sicherzustellen, dass Demolition weiter präsent blieb, fügte man den Neuling Brian Adams als dritten Mann mit Namen Crush dazu. Der Titel wurde zu dieser Zeit nach Freebirds Rules in wechselnden Besetzungen verteidigt, jedoch zog sich Eadie mehr in die Manager Rolle zurück. Beim SummerSlam 1990 gaben sie die Titel schließlich an die Hart Foundation ab. Ebenfalls zu dieser Zeit waren die Road Warriors als Legion of Doom bei der WWF verpflichtet worden und man begann gleich ein Fehdenprogramm mit diesen. Die hohen Erwartungen an diese Fehde erfüllten sich jedoch nicht, da Eadie nicht in der Lage war Vollzeit anzutreten. Nach der Survivor Series 1990, als sie gegen die Legion of Doom, Kerry von Erich und den Ultimate Warrior unterlagen, verließ Eadie die WWF. Den letzten Auftritt bei einer Großveranstaltung hatte Demolition bei Wrestlemania VII, danach trennte man das Team. Darsow wurde in der Folge zu Repo Man und Adams verließ kurzzeitig die WWF, um später mit einem Surfer-Gimmick zurückzukehren.

### Demolition außerhalb der WWF
Eadie trat nach Genesung auf unabhängiger Ebene als Axis the Demolisher an und teamte auch wieder mit dem „Original“ Smash Randy Colley, sowie einem dritten Mann, Demolition Blast (Carmine Azza) als Demolition. Darüber geriet Eadie in einen Rechtsstreit mit der WWF über die Benutzung des Demolition Gimmicks, welchen er letztendlich verlor.
Am 29. September 2007 traten Eadie und Darsow nach 16 Jahren wieder als Demolition bei United States Xtreme Wrestling auf, gewannen dort die Tag Team Titel und hielten diese bis zur Schließung der Liga.

## Mitglieder

### Ax
Demolition Ax (* 27. Dezember 1947 in Brownsville, Pennsylvania als William Eadie) ist ein US-amerikanischer Wrestler.
Eadie studierte auf Lehramt und arbeitete zunächst als Sport-, Psychologie- und Geschichtslehrer in East Liverpool und Cambridge, Ohio. Nachdem er bei einer Veranstaltung in Pittsburgh für das Wrestling entdeckt und von Newton Tattrie, alias Geto Mongol trainiert wurde, debütierte er 1973. Eine Japantour im gleichen Jahr eröffnete ihm schließlich die Chance, mit seinem Trainer das erste Mal zusammenzuarbeiten. Nikolai Volkoff war als Beppo Mongol ausgefallen, daher gab man ihm den Ringnamen Bolo Mongol und sie traten als Tag Team auf.
Im September 1976 ging Eadie dann eigene Wege und begann eine Karriere als Einzelwrestler. Er entwickelte das Gimmick des Masked Superstar, eines angeblichen ehemaligen Olympiateilnehmers, trat nebenbei aber immer noch gelegentlich als Bolo Mongol auf. Der Charakter des Masked Superstar entwickelte sich sehr gut und Eadie war damit bis 1985 in der National Wrestling Alliance und der World Wrestling Federation erfolgreich. 1986 war er als Super Machine Teil der Storyline um die Suspendierung von André the Giant und dessen Fehde gegen Bobby Heenans Gruppierung. 1987 wurde schließlich Demolition erschaffen und Eadie konnte dreimal den WWF World Tag Team Titel halten. Heute arbeitet Eadie wieder als Lehrer und tritt gelegentlich bei Legendenveranstaltungen auf.

### Smash
Demolition Smash (* 6. Oktober 1959 in Minneapolis, Minnesota als Barry Darsow) ist ein US-amerikanischer Wrestler.
Darsow arbeitete zusammen mit Richard Rood, Michael Hegstrand und Joseph Laurinaitis als Türsteher, als sie vom Wrestlingtrainer Eddie Sharkey entdeckt und trainiert wurden. Er debütierte 1984 und bekam zunächst das Gimmick eines Amerikaners, welcher zu den Sowjets übergelaufen war. Erste größere Erfolge stellten sich ein, als er unter dem Ringnamen Krusher Kruschev zusammen mit Ivan Koloff und Nikita Koloff arbeitete. 1987 wurde in der World Wrestling Federation ein Ersatzmann für Randy Colley als Teil des neuen Teams Demolition benötigt und da Darsow ein dem WWF Publikum unbekannter Wrestler war, bekam er die Position. Unter dem Namen Smash durfte er drei Mal den WWF World Tag Team Titel gewinnen.
Ab 1990 teamte er dann mit dem für den erkrankten Ax eingesprungenen Crush. Nachdem das Team komplett aufgelöst worden war, bekam er ein neues Gimmick. Er trat nun als Repo Man, ein hinterhältiger Bösewicht auf, hatte jedoch in dieser Rolle nur mäßigen Erfolg. Nach Ausscheiden aus der WWF und einer kurzen Zeit in unabhängigen Ligen, kam Darsow zur WCW. Hier trat er als The Blacktop Bully auf und bestritt ein Fehdenprogramm gegen Dustin Rhodes. Nach ihrem Kampf bei der Großveranstaltung Uncensored wurde er wegen unerlaubtem Bladings entlassen. Nach einer erneuten Zeit in unabhängigen Ligen, kehrte er 1997 unter seinem bürgerlichen Namen zur WCW zurück und blieb dort bis 1999, spielte allerdings keine prominente Rolle mehr. Nach einigen Auftritten bei unabhängigen Veranstaltern, Gastauftritten bei WWE, sowie einer kurzen Reanimation von Demolition, zog sich Darsow aus dem Wrestling zurück. Er macht bis heute vereinzelt Gastauftritte bei Legendenveranstaltungen, konzentriert sich jedoch hauptsächlich auf seine Firma, eine Druckerei.

### Crush
Siehe Brian Adams

### Andere Mitglieder
- Smash (erste Version) – Randy Colley

- Blast – Carmine Azzato

## Wrestlingerfolge
| Vorgänger: Strike Force Tito Santana & Rick Martel          | Träger: Ax & Smash        | Erste  | Nachfolger: The Brain Busters Arn Anderson & Tully Blanchard |
| Vorgänger: The Brain Busters Arn Anderson & Tully Blanchard | Träger: Ax & Smash        | Zweite | Nachfolger: The Colossal Connection André the Giant & Haku   |
| Vorgänger: The Colossal Connection André the Giant & Haku   | Träger: Ax, Smash & Crush | Dritte | Nachfolger: The Hart Foundation Bret Hart & Jim Neidhart     |

| Vorgänger: The Christopher Street Connection Mace & Buff-E | Träger: Ax & Smash | Erste | Nachfolger: Titel wurde eingestellt |

## Wissenswertes
Demolitions Einzugsmusik Demolition wurde von Rick Derringer intoniert und später auf Piledriver – The Wrestling Album 2 veröffentlicht.